# Cristo de San Juan de Ortega (Burgos)
El Cristo de San Juan de Ortega es un pequeño crucifijo románico de unos 18 o 20 cm hecho en marfil y custodiado en el Museo del Retablo de Burgos. Proviene del monasterio de San Juan de Ortega, provincia de Burgos, y se cree que perteneció a  San Juan de Ortega.

## Descripción
Es un cristo románico del siglo XII, de cuatro clavos, que corresponde al estilo de los talleres leoneses de eboraria del siglo XI con influencia de la escultura monumental. Aunque corresponde al románico, es una figura que evoluciona hacia el naturalismo, mostrando las marcas de la Pasión con huellas de sangre y abultamiento de vientre. Representa a un cristo muerto, con ojos cerrados y cabeza inclinada. La cara tiene un tratamiento especial, con el ceño fruncido y los pómulos muy salientes que contribuyen a señalar un aspecto dramático. Tuvo corona de espinas, sustituida por una corona real de oro. Le faltan los brazos (desde tiempos antiguos) y la cruz que le serviría de soporte.
Este cristo de marfil se ha identificado con la descripción que de él hizo el Padre Flórez, historiador del siglo XVIII, en su obra España Sagrada donde entre otras cosas menciona la pérdida de los dos brazos de la imagen.

Tiénese por indudable que el rey don Alfonso [VII el emperador] dio al Santo [San Juan de Ortega] un Crucifijo de marfil del tamaño de un geme
 que no tiene corona de espinas sino de rey y persevera entre las reliquias del Santo porque le trajo siempre consigo.